# Цзин Тин
Цзин Тин (кит. трад. 静婷, упр. 靜婷, пиньинь Jìng Tíng, чаще встречается романизация Tsin Ting), настоящее имя Го Дамэй (кит. трад. 郭大妹; 1934, Лучжоу, провинция Сычуань, Китайская республика — 20 октября 2022) — гонконгская певица, дублёр вокала (закадровая вокалистка) ряда поющих женских персонажей гонконгского музыкального кино 1950—1960-х годов, известная в этом качестве как «гонконгская Марни Никсон».

## Биография и карьера
Го Дамэй родилась в 1934 году в центральнокитайской провинции Сычуань. В период гражданской войны в Китае и захвата власти силами КПК в 1949 году девушка вместе со старшим братом, подобно многим другим беженцам, перебирается в Гонконг. Вскоре после этого её брат в дальнейших поисках лучшей жизни уезжает на Тайвань, и ей приходится выживать самостоятельно.
Не обладая музыкальным образованием, но обнаружив неплохие вокальные данные, девушка зарабатывает пением в ночных клубах. Стараясь продвинуть свою музыкальную карьеру, в 1953 году она записывается на сингл с песней на кантонском языке «One Day When We Were Young», однако впоследствии решает не продолжать в этом направлении, осознав своё недостаточное владение диалектом.
В 1954 году звукозаписывающая компания EMI Pathé объявляет поиск новых талантов, и она проходит прослушивание, однако проводивший его композитор и песенник Яо Минь оценивает её пение как не обладающее достаточной энергией, и на тот момент Цзин Тин получает лишь предложение найма в хоровой «подпевке». В 1956 году молодую певицу замечает директор студии Мириам Ван и переводит её в сольный состав. Первой её записью в новом статусе становится контрактная работа дублированию вокала персонажа актрисы Ши Ин в фильме Narcissus киностудии Shaw & Sons (впоследствии выросшей в лидера гонконгского кинематографа Shaw Brothers Studio). На фоне успеха этого исполнения, на её работу в качестве закадровой вокалистки поступают заказы и от других киностудий.
Во время одной из таких работ 1957 года по дублированию актрисы Юй Суцю в фильме Lady in Distress на певицу обращает режиссёр картины Ли Ханьсян. Впечатленный её голосом, он решает использовать Цзин Тин для дублировании кинозвезды первой величины — Линь Дай в заглавной роли своего фильма «Дяочань». Фильм пользуется значительным успехом по всей Юго-Восточной Азии и выигрывает несколько премий, включая «Лучшую женскую роль» Азиатско-тихоокеанского кинофестиваля 1958 года, что закрепляет это направление карьеры Цзин Тин — Ли Ханьсян использует её же для персонажа Линь Дай в своём следующем фильме того же жанра «Страна и красавица».
В начале 1960-х годов кинокомпания Shaw Studio предлагает певице эксклюзивный контракт на дублирование их фильмов, и на протяжении последующего десятилетия Цзин Тин продолжает работать в музыкальных фильмах братьев Шао — как в «костюмно-исторических» картинах получившего в это десятилетие большую популярность жанра «оперы хуанмэй», так и в фильмах других жанров. Среди её работ было дублирование персонажей Маргарет Ту, Ли Сянцзюнь, Бетти Ло Ти, Ли Цзин и ряда других звёзд. Известны также случаи, когда Цзин Тин дублировала актрис, самих по себе известных как профессиональные певицы — Ли Лихуа и даже Айви Лин По — практически единственную из женских экранных звёзд хуанмэй, которая пела в этом жанре за себя и сама дублировала других актрис, но уступила микрофон в фильме на современный сюжет Song for Tomorrow. Лиричный и полный чувства вокал Цзин Тин в фильмах хуанмэй был оценен как аудиторией, так и критикой, иногда даже выше, чем фильмы, где он был использован, как случилось с фильмом 1963 года A Maid From Heaven.
В 1970 году Цзин Тин завершает свой контракт закадровой вокалистки с Shaw Brothers, но продолжает свою музыкальную карьеру. В 1970—1990-х годах она записывает ряд альбомов со студиями EMI, Wing Hung и Polygram; ряд её более старых записей также были переизданы Sepia Records. Она также продолжает давать концерты, как совместно с другими артистами (в частности, c Лю Юнь, Цуй Пин, У Инъинь, Билли Там и другими певицами её поколения), так и сольно.

## Частичная фильмография
(во всех случаях в качестве актрисы озвучивания)
Фильмы жанра хуанмэй
- 1958 — Diau Charn / 貂蟬 / Дяочань — Дяочань (персонаж Линь Дай)
- 1959 — The Kingdom and the Beauty / 江山美人 / Страна и красавица — Ли Фэн (персонаж Линь Дай)
- 1963 — Return of the Phoenix / 鳳還巢 / Феникс возвращается в гнездо — Чэн Сюэе (персонаж Ли Сянцзюнь)
- 1963 — The Adulteress / 杨乃武与小白菜 — Сяо Пайцай (персонаж Ли Лихуа)
- 1963 — The Love Eterne / 梁山伯與祝英台 / Лян Шаньбо и Чжу Интай — Чжу Интай (персонаж Бетти Ло Ти)
- 1963 — Three Sinners / 閰惜姣 / Янь Сицзяо — Янь Сицзяо (персонаж Ли Лихуа)
- 1963 — A Maid From Heaven / 七仙女 — седьмая сестра (персонаж Фан Инь)
- 1964 — The Story of Sue San / 玉堂春 / История Су Сань — персонаж Ли Цзин
- 1964 — The Amorous Lotus Pan / 潘金蓮 — Пань Цзиньлянь (персонаж Дианы Чан)
- 1964 — Comedy of Mismatches / 喬太守亂點鴛鴦譜 — Лю Вэйлян (персонаж Пат Тин Хун)
- 1964 — The Female Prince / 雙鳳奇緣 / Девушка-принц
- 1964 — Beyond the Great Wall / 王昭君[6]
- 1964 — The Mermaid / 魚美人 / Фея озера — Цзинь Мутан и фея озера (персонажи Ли Цзин)
- 1964 — The Midnight Murder / 三更冤
- 1965 — The Butterfly Chalice / 蝴蝶盃 — Ху Фэнлянь (персонаж Пат Тин Хун)
- 1965 — The Lotus Lamp / 寶蓮燈
- 1965 — The West Chamber / 西廂記 / Западный флигель
- 1966 — The Perfumed Arrow / 女秀才 / Девушка-школяр — Цзин Фучунь (персонаж Тины Чинь Фэй)
- 1967 — The Pearl Phoenix / 女巡按 — Хо Тинцзинь (персонаж Ли Цзин)
- 1967 — The Mirror and the Lichee / 新陳三五娘 — Хуан Бицзюй (персонаж Фан Инь)
- 1968 — Forever and Ever / 金石情 — Лю Чжэньлянь (персонаж Линь Юй)
- 1969 — The Three Smiles / 三笑 / Три улыбки — Цю Сян (персонаж Ли Цзин)

Фильмы на современный сюжет
- 1957 — Lady in Distress / 黃花閨女 — Чунь Унян (персонаж Юй Суцю[англ.])
- 1964 — The Dancing Millionairess / 萬花迎春
- 1964 — The Shepherd Girl / 山歌戀 — Ку Сюсю (персонаж Джулии Юэ Фэн)
- 1964 — Songfest / 山歌姻緣 — Сун Юйлань (персонаж Маргарет Ту Чуань)
- 1964 — The Warlord and the Actress / 血濺牡丹紅 — Тан Пэйхуа (персонаж Джулии Юэ Фэн)
- 1965 — Pink Tears / 痴情淚 — Бай Лилань (персонаж Джулии Юэ Фэн)
- 1966 — Poison Rose / 毒玫瑰
- 1966 — Till the End of Time / 何日君再來 — Чэнь Сюэлин (персонаж Дженни Ху)
- 1966 — The Blue and The Black / 藍與黑 / Лазурь и тьма — вокал Тан Ци (персонажа Линь Дай)
- 1967 — Four Sisters / 黛綠年華
- 1967 — Swan Song / 垂死天鵝
- 1967 — Angel With the Iron Fists / 鐵觀音
- 1967 — Hong Kong Nocturne / 香江花月夜 / Гонконгский ноктюрн
- 1967 — Song of Tomorrow[англ.] / 明日之歌 — Су Лин (персонаж Айви Лин По)
- 1967 — My Dreamboat / 船 — Тан Кэшинь (персонаж Лили Хо)
- 1967 — Moonlight Serenade / 菁菁 — Вэй Цзинцзин (персонаж Ли Цзин)
- 1967 — Susanna / 珊珊 / Шаньшань — Линь Шаньшань (персонаж Ли Цзин)
- 1968 — Hong Kong Rhapsody / 花月良宵 / Гонконгская рапсодия
- 1969 — The Millionaire Chase / 釣金龜 — Ип Фан (персонаж Лили Хо)

## Частичная дискография
(альбомы и синглы, включая партии из фильмов)
- 1961 — 電影歌選 (EMI Pathé)
- 1967 — 船 (EMI Pathé; совместно с Моной Фон)
- 1967 — The Golden Hits: In Memory Of Composer Yao Min (EMI Pathé)
- 1968 — 痴痴地等 (EMI Pathé)
- 1968 — The Angel Strikes Again (Angel Records; совместно с Бетти Чун)
- 1969 — The Orchid (EMI Pathé; совместно с Бетти Чун и Романом Тамом)
- 1969 — Enchanted Chamber (Angel Records)
- 1980 — 月兒彎彎照九州 (Wing Hung) —  «золотой альбом» по продажам в Гонконге[7]
- 1991 — 痴痴地等 (EMI Pathé)
- 1991 — 江山美人 (две версии, Regal и EMI Pathé; совместно с Цзян Хуном)
- 1992 — 一曲難忘 (EMI Pathé)
- 1992 — 待嫁女兒 (EMI Pathé)
- 1993 — 愛你愛你 (EMI Pathé)
- 1994 — 仙樂飄飄處處聞 (EMI Pathé)
- 1997 — 靜婷 (Denon Mastersonic)
- 1998 — Jin Guang Can Lan (EMI Pathé; совместно с У Инъин, Лэй Бэй и Лю Вун)
- 2003 — 靜婷‧希望在明天 (EMI Pathé)
- 2005 — 昨夜我為你失眠 (EMI Pathé)
- 2006 — 明日之歌 (EMI Pathé)
- 2014 — 靜婷電影歌選 Film Songs By Tsin Ting (Sepia Records)
- 2014 — 山歌戀 (Sepia Records; совместно с Цзян Хуном)
- 2015 — 送花的人 (Sepia Records)
- 2015 — 一加一 (Sepia Records)